# Lína Lambráki
Lína Lambráki (grec moderne : Λίνα Λαμπράκη ; Komotiní, 1935 - Thessalonique, 28 avril 2013) est une actrice de théâtre grecque.

## Biographie
Lína Lambráki naît dans la ville de Komotiní, en Thrace, en 1935, avant de suivre, plus tard, des cours au sein de l'école d'art dramatique de Lykoúrgos Stavrákos, à Athènes,.
En 1971, elle se rend à Thessalonique afin de travailler pour le compte du Théâtre d'État de Grèce du Nord, une collaboration qui dure jusqu'à la fin de sa vie,. Sa première participation en tant qu'actrice a lieu en 1972, dans une représentation d'Iphigénie en Tauride d'Euripide.
Parmi ses succès les plus importants, on compte, notamment, sa participation à la représentation d'Électre de Sophocle, en 1975, mise en scène par Mínos Volanákis, qui joue un rôle décisif dans la poursuite de sa carrière professionnelle.
Au cours de la période entre 1978 et 1980, elle est membre du comité représentatif local du Syndicat des acteurs grecs et, au cours de la période entre 1981 et 1983, membre du conseil d'administration du Théâtre d'État de Grèce du Nord. Au cours de la période entre 1989 et 1990, elle tente de s'impliquer dans la politique en se présentant comme candidate au parlement grec pour le compte du Mouvement socialiste panhellénique.
Sa dernière participation est la représentation anniversaire de Mikrá Dionýssia, en 2011, mise en scène par Giánnis Rígas et Grigóris Karantinákis, dans le cadre de la célébration des 50 ans d'histoire du Théâtre d'État de Grèce du Nord,.
Après la fin de sa carrière d'actrice, elle poursuit une carrière en tant que professeur d'art dramatique au sein de l'école d'art dramatique du Théâtre d'État de Grèce du Nord,.
Elle meurt le 28 avril 2013, dans la ville de Thessalonique, à l'âge de 78 ans où elle réside, tandis que ses funérailles ont lieu quelques jours plus tard, plus précisément le 29 avril 2013, au sein de l'église de la Résurrection du Sauveur, à Thérmi.